# Wielimcze

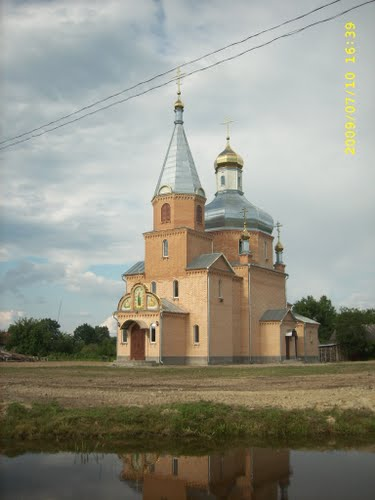
Cerkiew św. Apostołów

Wielimcze (ukr. Велимче) – wieś na Ukrainie w obwodzie wołyńskim, w rejonie kowelskim.
Wieś królewska Wielemcze położona była w pierwszej połowie XVII wieku w starostwie niegrodowym ratnieńskim w ziemi chełmskiej.
Do 2020 w rejonie ratnieńskim.